# Vladan Pavlović
Vladan Pavlović (Bлaдaн Пaвлoвић, sinh ngày 24 tháng 2 năm 1984) là một hậu vệ bóng đá Serbia, thi đấu cho Radnik Surdulica.
Anh sinh ra ở Surdulica và anh thi đấu cho FK Obilić, FK Rad và FK Bežanija, trước khi chuyển đến FK Vojvodina. Mùa giải 2009-10 anh được cho mượn đến FK Javor.